# 角神温泉
角神温泉（つのがみおんせん）とは、新潟県東蒲原郡阿賀町鹿瀬にある温泉。鹿瀬ダム湖畔で湧出している。

## 泉質
- ナトリウム-硫酸塩・炭酸水素塩泉
  - 泉温　40〜41℃

## 温泉地
飯豊山地の麓、阿賀野川沿いに建つ一軒宿の「ホテル角神」で湧出している秘湯。閑静な温泉地である。
広大な敷地にレジャー施設を併設し、本館と別館で分かれている。日帰り入浴も、ホテルの日帰り受付を利用することになる。
周辺には角神湖畔青少年旅行村（キャンプ場）や赤崎山森林公園が広がる。日帰り温泉「かのせ温泉 赤湯」も所在する。かつてはホテルに併設してペアリフト1本の角神スキー場もあった。

## 歴史
開湯時期は不詳。なお、ホテルの開業は1969年（昭和44年）秋である。かつて一帯には草倉銅山があった。

## アクセス
- JR磐越西線 鹿瀬駅より、北へ約4 km（車で約5分）。
- 鹿瀬コミュニティバス「角神温泉」バス停より徒歩すぐ（平日のみ運行）[3]。
- 磐越自動車道 津川ICより、北へ約8 km（車で約12分）。